# Gerard Woźnica

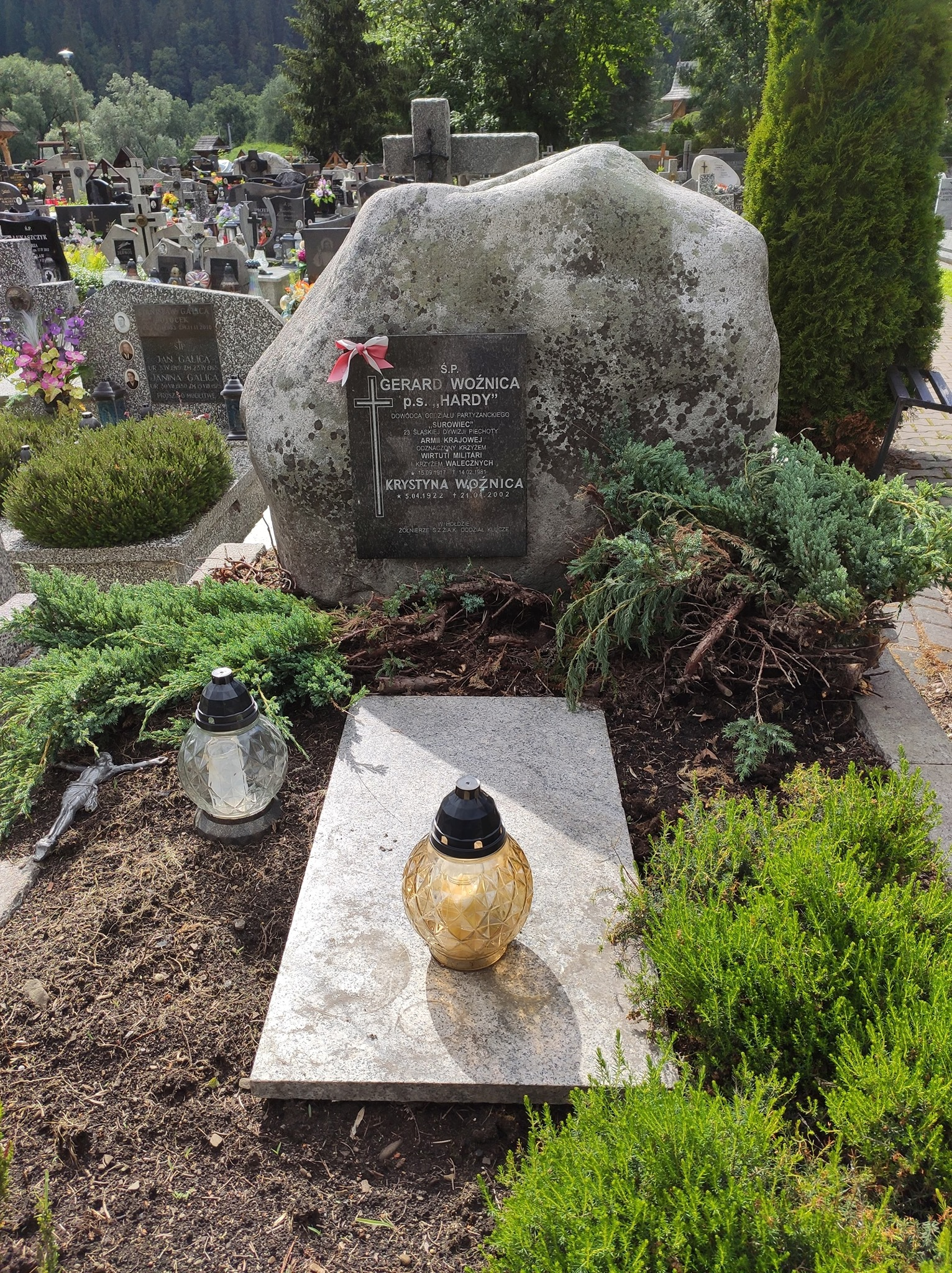
Grób Gerarda Woźnicy na cmentarzu w Poroninie.

Gerard Woźnica ps. Hardy (ur. 15 września 1917 w Jankowicach, zm. 14 lutego 1981 w Poroninie) – polski żołnierz i dowódca partyzancki podczas II wojny światowej, oficer Gwardii Ludowej PPS (autonomiczna część Armii Krajowej).

## Życiorys
Urodził się w polskiej rodzinie patriotycznej na Górnym Śląsku. Po ukończeniu szkoły powszechnej w Wielopolu zapisał się do jednorocznej Szkoły Przysposobienia Kupieckiego w Rybniku, odbywając następnie w latach 1931-1934 praktyki w miejscowym Sądzie Grodzkim i Urzędzie Skarbowym. W 1937 ukończył kurs konińskiej Szkoły Małoletnich dla Podoficerów Piechoty Wojska Polskiego otrzymując przydział do 20 Pułku Piechoty jako instruktor. Podczas kampanii wrześniowej został ranny w bitwie pod Krasnymstawem. Zagrożony aresztowaniem jako uciekinier z transportu jenieckiego w grudniu 1939 przeniósł się z rodziną do Klucz w Generalnym Gubernatorstwie, gdzie na przełomie 1940 i 1941 r. wstąpił do Polskiej Partii Socjalistycznej (w Zagłębiu partia funkcjonowała pod swoją historyczną nazwą). Pod pseudonimem "Hardy" odbył między marcem a październikiem 1942 kurs oficerski przy Brygadzie Zagłębiowskiej Gwardii Ludowej PPS otrzymując następnie dowództwo nad II batalionem 4 Pułku Olkuskiego brygady.
21 sierpnia 1943, z inicjatywy ppor. Lucjana Tajchmana ps. "Wirt" (późniejszy komendant Inspektoratu Sosnowiec AK), na ziemi olkuskiej, ze zdekonspirowanych bojowników GL PPS z Zagłębia Dąbrowskiego i Górnego Śląska, sformowany został oddział partyzancki, którego dowództwo powierzono "Hardemu". OP "Surowiec" swój obóz miał w Górach Bydlińskich, zimą z 1943 na 1944 część partyzantów wysłano na kwatery min. do Sosnowca. W wyniku akcji scaleniowej GL WRN z Armią Krajową socjalistyczne oddziały partyzanckie ppor. "Hardego" i ppor. Stanisława Wencla ps. "Twardy" weszły w skład 23 Dywizji Piechoty Okręgu Śląsk AK (oddział Wencla jako 1 kompania, Woźnicy jako druga). 16 czerwca 1944 2 kompania "Surowiec" stoczyła bitwę z siłami hitlerowskimi pod Błojcem, w nocy z 25 na 26 lipca 1944 zdobyła ona miasto Wolbrom wycofując się następnie bez strat własnych. 20 września 1944 r. grupa "Hardego" stoczyła walkę z oddziałem Wehrmachtu  pod Białą Błotną koło Pilicy. Zdobyto broń i sprzęt wojskowy. 6 października 1944 r. scalony z 23 DP AK batalion GL PPS "Surowiec", ze względu na natężenie sił niemieckich na ziemi olkuskiej, przegrupował się w rejon Suchej (nie licząc kompanii "Twardego"). Zimę z 1944 na 1945 "Hardy" wraz z oddziałem spędził w obozie koło gajówki Gościbie, gdzie 11 stycznia 1945 stoczył całodobowy bój z Niemcami.
Gerard Woźnica ujawnił się przed Armią Czerwoną wraz z "Surowcem" 25 stycznia 1945. Zamieszkał początkowo w Olkuszu a następnie w Kluczach. W kwietniu 1945 został aresztowany przez Urząd Bezpieczeństwa Publicznego i osadzony w więzieniu w Katowicach, pod groźbą wyroku śmierci został zmuszony współpracy z organami bezpieczeństwa. W czasie śledztwa brał jednak wszystkie zarzuty na siebie nie chcąc zaszkodzić dawnym podkomendnym i przełożonym. Po zwolnieniu z więzienia przeniósł się wraz z rodziną do Poronina, pracował jako ekonomista m.in. w Białym Dunajcu. W ostatnich latach życia spisał swoje wspomnienia z okresu walki w szeregach GL PPS/AK. Zmarł w Poroninie, gdzie został pochowany.

## Życie prywatne
Rodzicami Gerarda Woźnicy byli Franciszka z d. Toborek (1881-1951) i Augustyn (1879-1941), powstaniec śląski deportowany do KL Mauthausen, gdzie zginął. Wojny nie przeżyli także dwaj bracia "Hardego", Wojciech i Wilhelm.

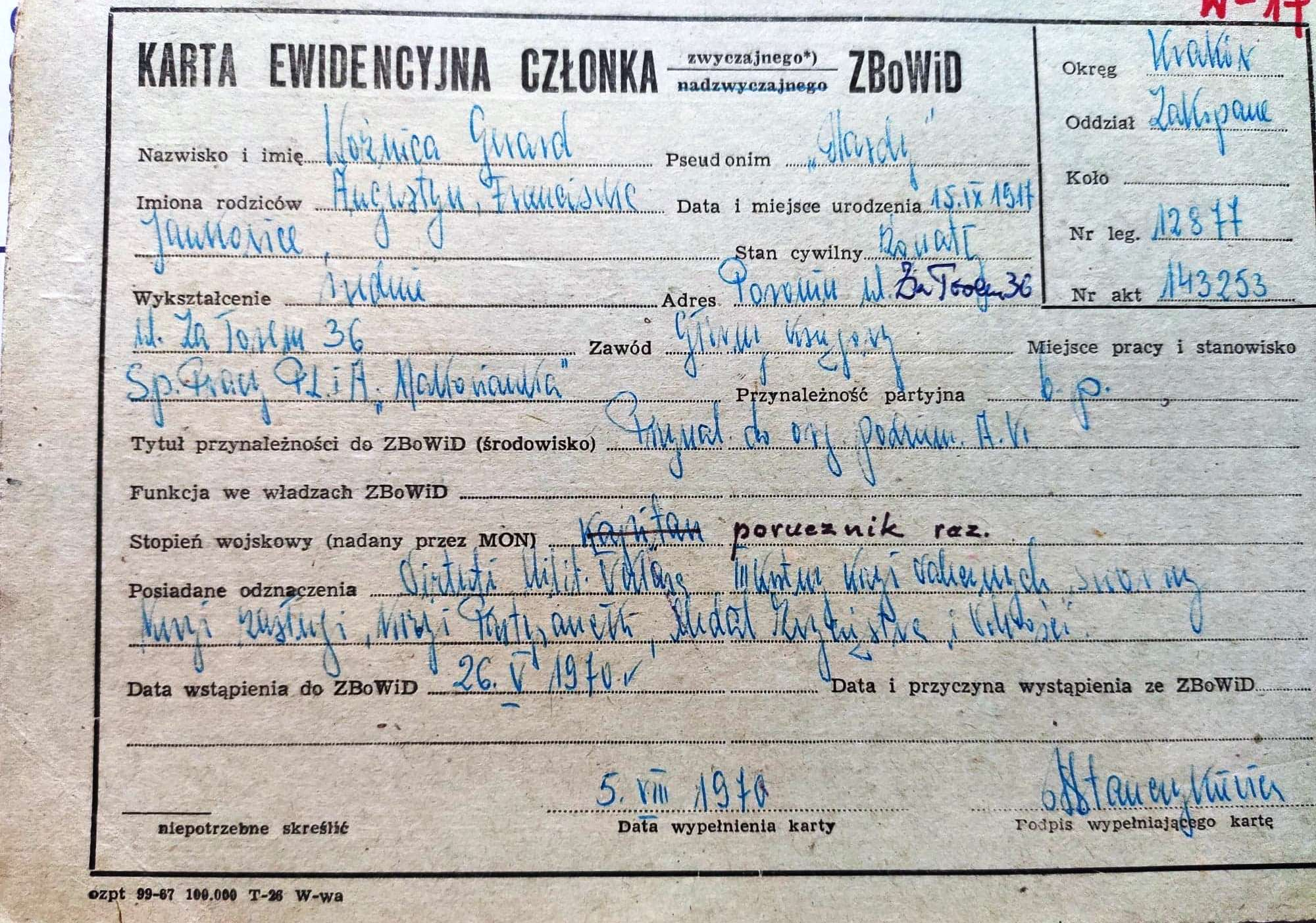
Karta ewidencyjna Gerarda Woźnicy

Żona "Hardego", Krystyna (1922-2002), w czasie wojny była łączniczką "Surowca". Po wojnie zamieszkali razem z córką najpierw na ziemi olkuskiej (Klucze i Olkusz) a następnie w Poroninie.

## Awanse
- podporucznik – 11 listopada 1942
- kapitan – 1944

## Odznaczenia
- Krzyż Srebrny Orderu Wojennego Virtuti Militari[12]
- trzykrotnie Krzyż Walecznych
- Srebrny Krzyż Zasługi
- Krzyż Partyzancki[10]
- Medal Zwycięstwa i Wolności[13]
- dwukrotnie Odznaka za Rany i Kontuzje

i inne